# Hen Zemi
Hen Zemi (変ゼミ Hen Zemi?) también conocida como Abnormal Physiology Seminar  (Seminario de Fisiología Anormal) es un manga seinen escrito e ilustrado por TAGRO y es un remake de su anterior manga Hentai Seiri Seminary. Hen Zemi se publica en la editorial Kodansha en la revista Morning 2. Una serie de OVAs empezó a serializarse en el 2010. Una serie anime producida por Xebec comenzó a transmitirse desde el 8 de abril del 2011.

## Argumento
Hen Zemi nos muestra la historia de un grupo de estudiantes universitarios que bajo la tutela del profesor Meshiya se dedican a investigar las conductas y reacciones de sí mismos ante situaciones anormales, extrañas o de tipo pervertido en el ambiente cotidiano de la vida diaria.
La historia, de corte ecchi, se centra en Nanako Matsutaka, que se ha inscrito al Seminario de Fisiología Anormal sólo porque ahí se puede ver con el estudiante de nivel superior Komugi Musahi del cual está enamorada. Komugi que sabe esto, no desaprovecha la oportunidad de sacar ventaja para jugarle bromas subidas de tono a Nanako.

## Personajes

### Protagonistas
Nanako Matsutaka (松隆奈々子 Matsutaka Nanako?)
Seiyū: Kana Hanazawa
Nanako Matsutaka es una inocente estudiante universitaria que está participando en un seminario de perversión sexual dirigido por el profesor Kenji Meshiya. Ella trata desesperadamente de mantener su moral, así como su salud mental, mientras se encuentra en medio de un extraño grupo de estudiantes. 
Kenji Meshiya (飯野堅治 Meshiya Kenji?)
Seiyū: Takashi Matsuyama 
Komugi Musashi ( 武蔵 小麦?, Musashi Komugi)
Seiyū: Akira Ishida
Amigo de Nanako, fue descubierto por Nanako cuando estaba robando ropa interior. Él es una persona muy sencilla que no teme hablar de sus perversiones, para disgusto de otros. También tiene un Netorare (NTR) fetiche.
Miwako Mizukoshi (水越 美和子?)
Seiyū: Sachiko Takakuchi
Makiko Gregory (蒔子＝グレゴリー?)
Seiyū: Shiho Kawaragi

## Anime
En diciembre del 2010, una adaptación al anime del manga Hen Zemi se anunció en la página web de Kodansha. Producido por Xebec estuvo bajo la dirección de Takao Kato y a Takamitsu Kouno como guionista, la serie comenzó a emitirse el 3 de abril de 2011.